# Big Fun (album de Miles Davis)
Pour les articles homonymes, voir Big Fun.
Albums de Miles Davis
On the Corner
(1972) Get Up with It
(1974)
Big Fun est un double album de Miles Davis sorti le 19 avril 1974, enregistré entre 1969 et 1972.

## Historique
Il est paru le 19 avril 1974 (aux États-Unis) comme un double LP. Passé inaperçu à sa sortie durant la vague disco, sa réédition en 2001 sur un double CD, avec quatre pistes supplémentaires, lui a redonné un peu de visibilité.
De nombreuses pistes sont issues des séances des The Complete Bitches Brew Sessions de 1969 et 1970, plus Go Ahead John de The Complete Jack Johnson Sessions en 1970, et Ife de The Complete on the Corner Sessions en 1972.
Recollections a été utilisé dans le film, À la rencontre de Forrester de Gus Van Sant.

## Titres
Premier disque :
| Piste | Titre du morceau                                              | Composé par                               | Durée             |
| ----- | ------------------------------------------------------------- | ----------------------------------------- | ----------------- |
| 1.    | Great Expectations/Orange Lady Great Expectations Orange Lady | M. Davis, J. Zawinul M. Davis, J. Zawinul | 27:23 13:34 13:49 |
| 2.    | Ife                                                           | M. Davis                                  | 21:34             |
| 3.*   | Recollections                                                 | J. Zawinul                                | 18:55             |
| 4.*   | Trevere                                                       | M. Davis                                  | 5:55              |

Deuxième disque :
| Piste | Titre du morceau     | Composé par | Durée |
| ----- | -------------------- | ----------- | ----- |
| 5.    | Go Ahead John        | M. Davis    | 28:27 |
| 6.    | Lonely Fire          | M. Davis    | 21:21 |
| 7.*   | The Little Blue Frog | M. Davis    | 9:10  |
| 8.*   | Yaphet               | M. Davis    | 9:39  |

*Pistes ajoutées lors de la réédition de 2001.